# Karan Vărbovka, Ruse
Karan Vărbovka (în bulgară Каран Върбовка) este un sat în comuna Dve Moghili, regiunea Ruse,  Bulgaria. 

## Demografie
Componența etnică a satului Karan Vărbovka
     Turci (48,72%)
     Bulgari (42,6%)
     Nicio identificare (8,67%)
     Altele (0%)
La recensământul din 2011, populația satului Karan Vărbovka era de 392 locuitori. Nu există o etnie majoritară, locuitorii fiind turci (48,72%) și bulgari (42,6%). Pentru 8,67% din locuitori nu este cunoscută apartenența etnică.